# Apologie
Apologie (z řec. ἀπό apo „proti“ + λόγος logos „řeč, promluva“) znamená obhajobu, obrannou řeč nebo obranný spis. Protikladem apologie jako obhajoby je polemika jako napadení či útok.
Prototypem apologie je Platónův spis „Obrana Sókratova“ (řecky Ἀπολογία Σωκράτους Apologia Sókratús). Apologie čili obhajoby své osoby a vlastního jednání psal například Karel starší ze Žerotína (1600), slavnou Apologii pro vita sua napsal John Henry Newman. Spisem Dissertatio apologetica hájil Bohuslav Balbín slovanský a zejména český jazyk.
Jedinec, který propaguje a obhajuje nějakou myšlenku nebo názor, je označován výrazem apologeta.

## Křesťanská apologetika
Apologie či apologetické spisy jakožto obrany křesťanské víry patří mezi nejstarší křesťanské spisy, které psali například Justin Mučedník († kolem 165), Tacián Syrský, Tertullianus († 220), Ireneus a další. Apologetickým spisem byla Summa contra gentiles Tomáše Akvinského a množství apologií vzniklo v období reformace, zejména slavná Apologia Philippa Melanchthona (1531). Od 17. století se křesťanství v Evropě stává terčem kritik a polemik, proti nimž apologeticky vystoupil například Blaise Pascal (Myšlenky) a řada jiných. V 19. století se apologetika stala součástí zejména katolické teologie jako samostatná disciplína.